# Eickener Höhe 1 (Mönchengladbach)

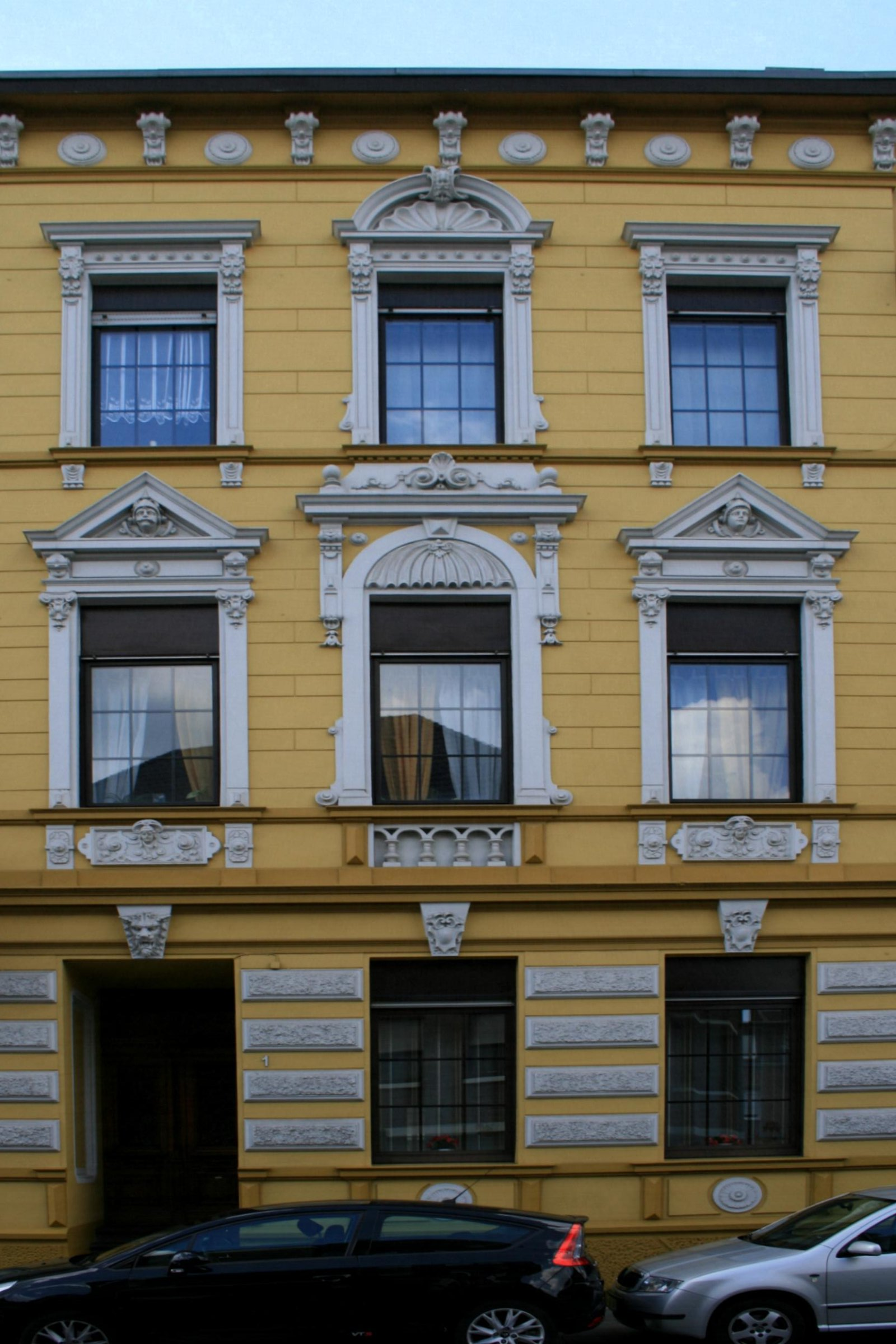
Wohnhaus (2010)

Das Wohnhaus Eickener Höhe 1 steht im Stadtteil Eicken in Mönchengladbach (Nordrhein-Westfalen).
Das Haus wurde 1902/1903 erbaut. Es ist unter Nr. E 011 am 13. September 1988 in die Denkmalliste der Stadt Mönchengladbach eingetragen worden.

## Architektur
Mit dem benachbarten Eckgebäude Eickener Straße 195 bildet das genannte Objekt eine Baugruppe historischer Wohnhäuser, die sich bis in die Eickener Straße hinein fortsetzt. Das typische Dreifensterhaus in drei Geschossen mit hohem Drempel und flach geneigtem Satteldach wurde 1902/1903 erbaut. Zur Straße hin Stuckfassade in historisierenden Formen. Im Zusammenhang mit der angrenzenden Eckbebauung eines historischen Wohnhauses schützenswert.